# Subterraneoterapia
Subterraneoterapia – leczenie z wykorzystaniem terapeutycznych właściwości atmosfery podziemnych przestrzeni litosfery (podziemia), zarówno struktur naturalnych (takich jak jaskinie), jak stworzonych przez człowieka (takich jak kopalnie).
U źródeł rozwoju tej gałęzi medycyny leży powstanie w 1958 roku w Wieliczce w podziemnych komorach solnych ośrodka leczącego głównie schorzenia układu oddechowego. W 1963 roku powstało tam pierwsze na świecie Towarzystwo Naukowe Klimatoterapii Podziemnej. Współcześnie lecznicze właściwości atmosfery podziemi są wykorzystywane w wielu uzdrowiskach, m.in. polskich. Są też tematem badań naukowych, np.
- The impact of treatment under subterraneotherapy conditions at the “Wieliczka” Salt Mine Health Resort on the symptoms of diseases of the nose and paranasal sinuses[3]
- Badania wpływu mikroklimatu podziemnego uzdrowiska w kopalni soli w Wieliczce na masę ciała, zawartość tkanki tłuszczowej i gospodarkę lipidową[4]